# 高柏乡
高柏乡是中国陕西省延安市宜川县下辖的一个乡。

## 行政区划
高柏乡下辖以下行政区：
秀西村、曹家庄村、高柏村、月寸村、西庄村、宁院村、熟畔村、佛庄村、岭玉村、羊家庄村、郭下村、新村